# Paul Baccaglini
Paul Baccaglini, né le 31 janvier 1984 à Chicago, est un homme d'affaires américain d'origine italienne. Il est le président de l'US Palerme à partir de mars 2017, mais est rapidement exclu de la présidence pour ne pas avoir apporté les fonds promis. Le club dans un communiqué laconique « on ne peut pas être président gratuitement... »